# Iliușin Il-86
Iliușin Il-86 este un avion de pasageri cvadrimotor cu reacție widebody mediu-curier introdus de Uniunea Sovietică în 1980.  